# Короїд-типограф
Короїд-типограф (Ips typographus) — жук родини короїдів. Має циліндричне чорно-коричневе, довжиною 4,2-5,5 мм тіло, опушене волосками. Харчується корою хвойних дерев, прогризаючи в ній ходи. Поширений в Європі від південних альпійських схилів до полярного кола, на сході його ареал доходить до Владивостока.